# Stade Maksimir
 (avril 2025).
Le stade Maksimir (en croate : Stadion Maksimir) est un stade de football situé à Zagreb en Croatie, construit en 1912.
Il doit son nom à l'arrondissement Maksimir dans lequel il se trouve. Il a pour résident le Dinamo Zagreb, le club le plus prestigieux de Croatie, et accueille la plupart des matchs de l'équipe nationale croate à domicile.

## Histoire
Le stade est inauguré le 5 mai 1912. Il a alors pour club résident le HAŠK, un des premiers clubs de football du pays fondé neuf ans plus tôt. Le club remporte le championnat de Yougoslavie en 1938.
Le Maksimir accueille son premier match de la sélection yougoslave dès 1922, et sera régulièrement utilisé par la suite. Lors de la phase finale de l'Euro 1976, le stade accueille la demi-finale opposant la Tchécoslovaquie et les Pays-Bas, puis la petite finale entre ces derniers et la Yougoslavie.
En juin 1941, le stade est détruit par un incendie à la suite d'un conflit entre le gouvernement fasciste de l'État indépendant de Croatie et des étudiants de Zagreb. Après la guerre, le stade est repris par le Dinamo Zagreb, nouvellement créé. Il est reconstruit avec quatre grandes tribunes séparées, faisant du stade le plus grand de Croatie. Le 19 juillet 1973, le record d'affluence est battu avec 64 138 spectateurs, à l'occasion de la venue du NK Osijek.
Le Maksimir est le principal lieu d'organisation de la Coupe d'Europe des nations d'athlétisme 1981 puis de l'Universiade d'été de 1987 à Zagreb.
En 1990, le stade est le théâtre de plusieurs évènements marquants. Le 13 mai, le choc du championnat yougoslave entre le Dinamo Zagreb et l'Étoile rouge de Belgrade tourne à l'émeute entre les supporteurs des deux clubs. Zvonimir Boban, la jeune vedette du club croate, est suspendu six mois pour des violences sur un policier. Le 17 octobre de la même année, l'équipe nationale croate y joue son premier match de l'ère moderne face aux États-Unis. À partir de 1992, les Croates y restent invaincus pendant seize ans et 30 matchs, jusqu'à la victoire de l'Angleterre le 10 septembre 2008.
En 1998, des travaux de modernisation sont entrepris. Une première phase voit la reconstruction de la vieille tribune Nord, portant la capacité du stade à 35 123 places assises. En 2011, une nouvelle rénovation est réalisée : tous les sièges du stade sont remplacées, la pelouse modernisée, la piste d'athlétisme recouverte.
En 2024, la ville de zagreb annonce la démolition du stade Maksimir et sera reconstruit avec une architecture plus moderne et une plus grande capacité. Le projet sera terminé en 2029.

## Galerie

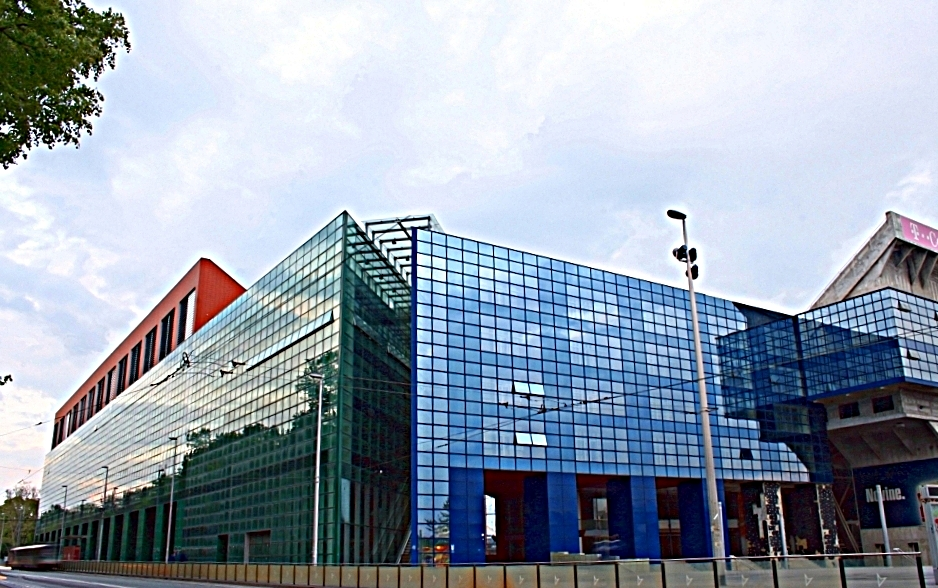
Façade moderne du Maksimir
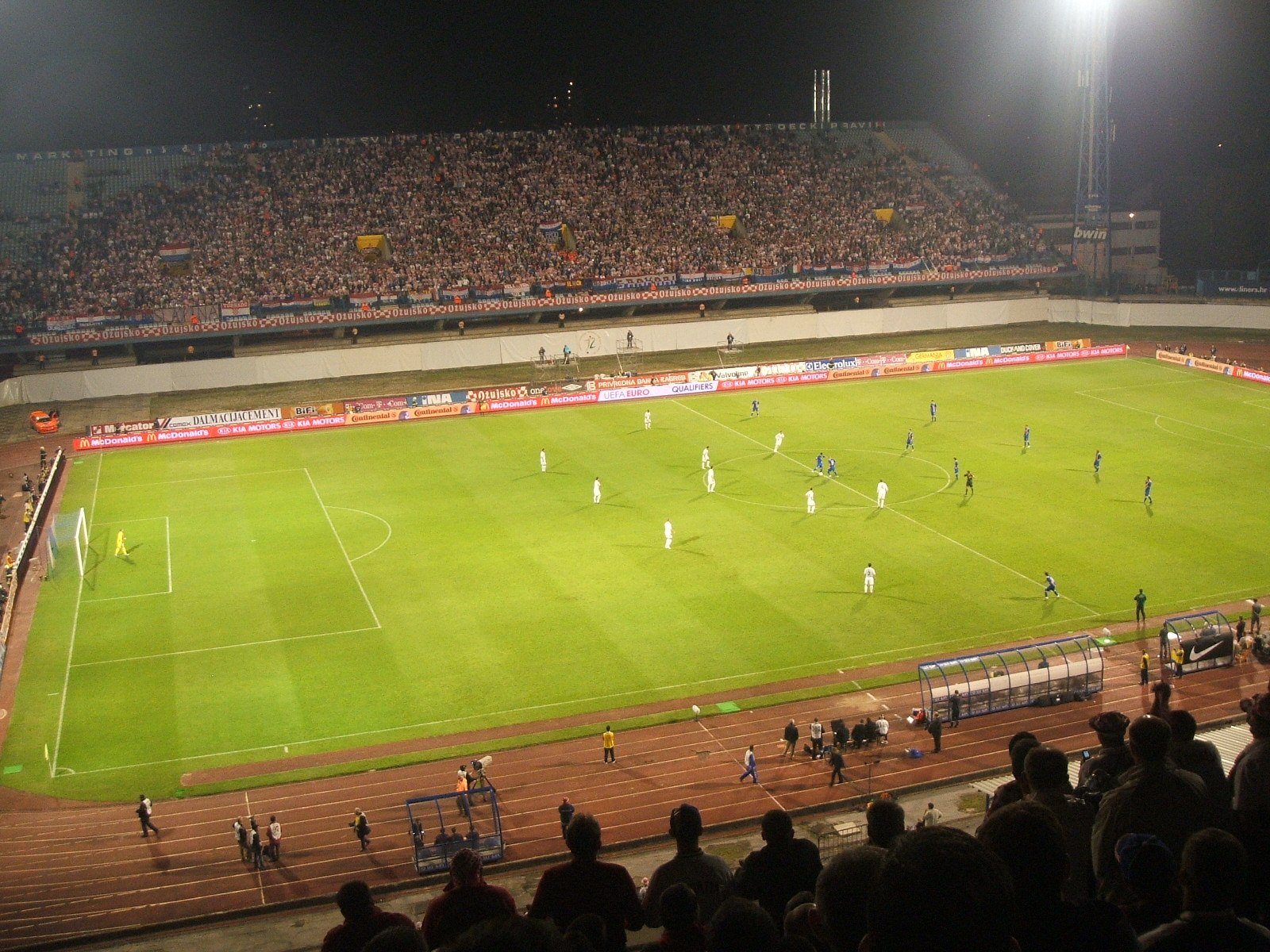
Match de la Croatie en 2007
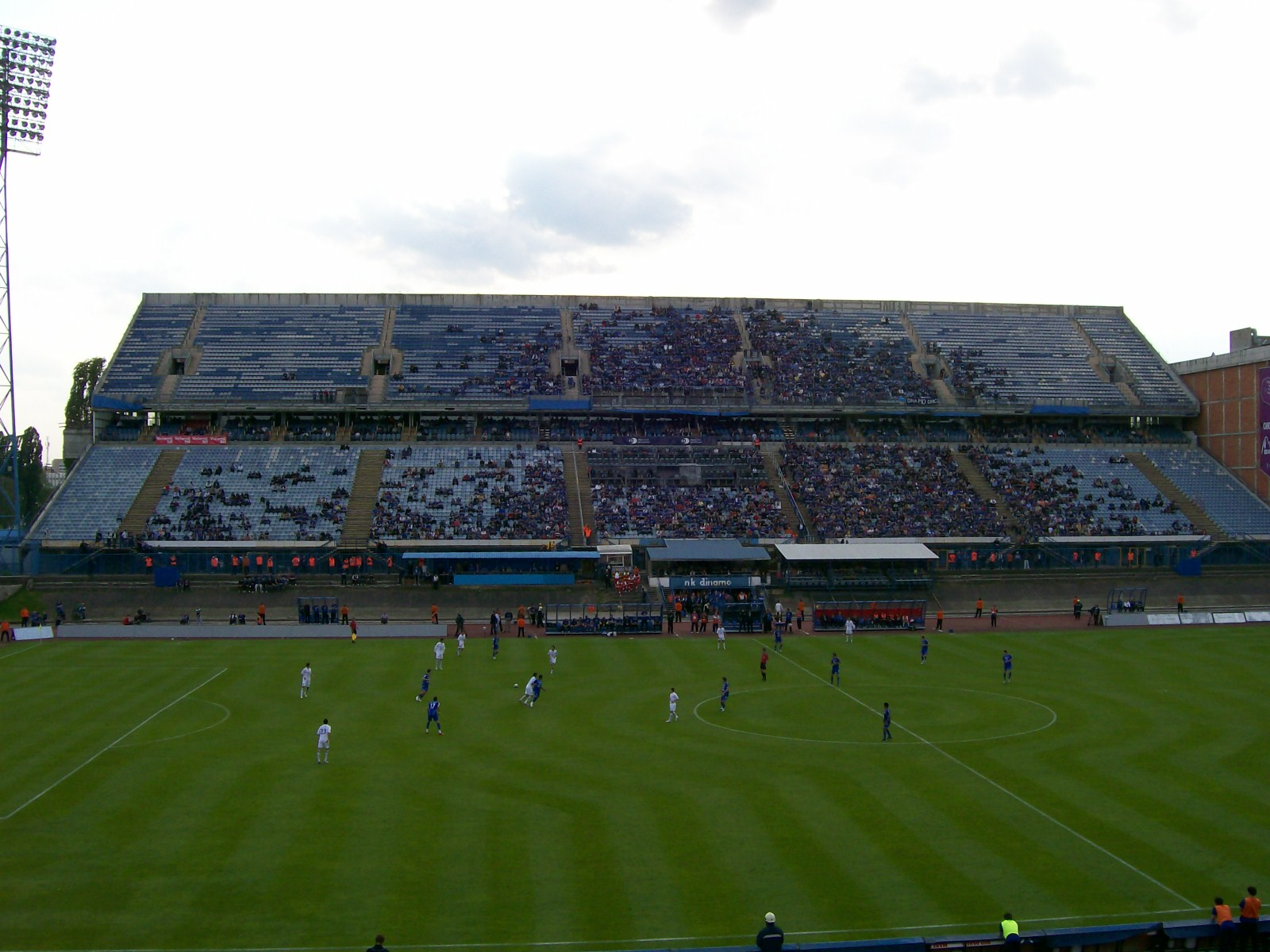
Tribune Ouest
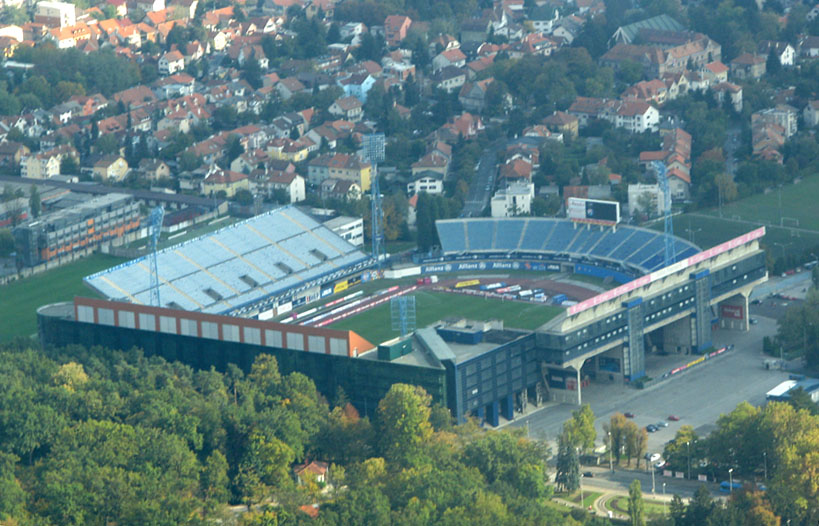
Vue aérienne